# Paraglenea fortunei
Paraglenea fortunei är en skalbaggsart som först beskrevs av Saunders 1853.  Paraglenea fortunei ingår i släktet Paraglenea och familjen långhorningar. Inga underarter finns listade i Catalogue of Life.

## Bildgalleri

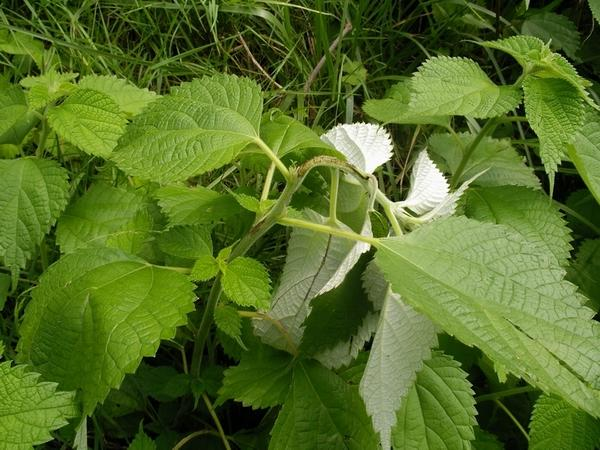
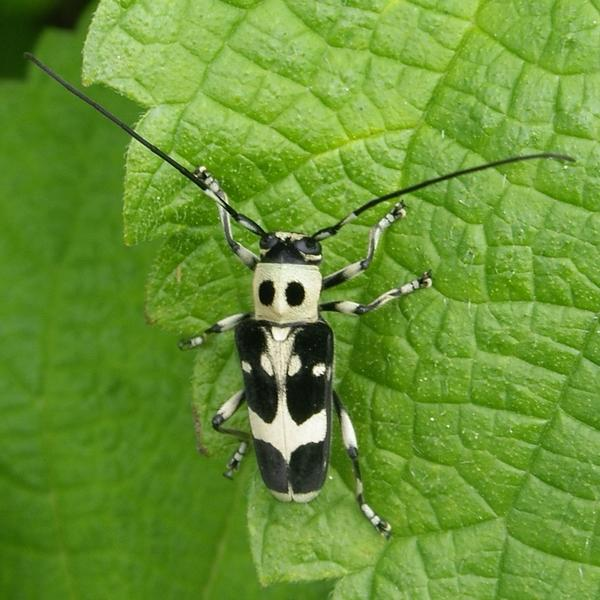
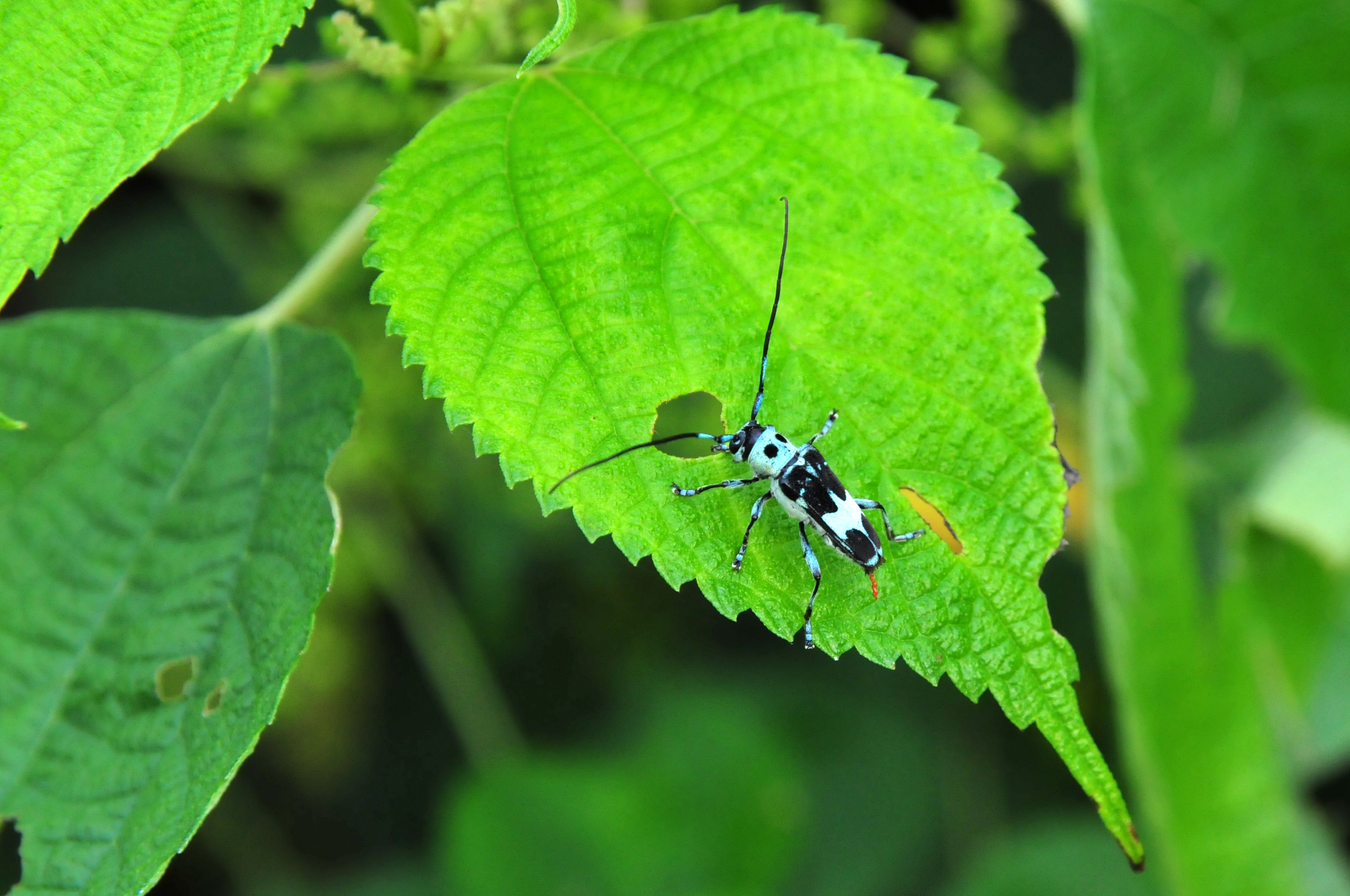